# Юпка
Ю́пка, діал. юбка (від італ. giuppe — «безрукавка») — одяг верхньої частини тіла. Назва споріднена з «жупан», «шуба».

## Опис
Передусім юпкою називали легку вкорочену жіночу свиту. Наприкінці ХІХ ст. та на початку ХХ юпкою називали також крамну юбку, тобто пошиту з купленої мануфактурної тканини: найчастіше з вибійки, черкасина, китайки. Перша ні кроєм, ні тканиною не відрізнялася від свити, особливо коли вона була пошита не з легшого сукна чи рядовини (біле сукно на нитяній основі). Крамна юпка відрізнялася більшою кількістю вусів, та іноді відкладним коміром з нашитими оздобами. В крамних юпках вуси (вставні клини) іноді замінялись також фалдами, що мали форму або вусів, що поступово розширювались до низу або широких фалд, які розширювались до низу.
Юпки міщанок мали також комір закладений фалдочками та комір, кишені, перед на грудях був обшитий вузькими смужками оксамиту. Юпки такої форми на Харківщині та Вороніжчині називали також — шушпан.
Відміна крамної юпки — байова юпка. Її шили з червоної або зеленої байки і обшивали мушками з невеликих кусничнків (шматочків) з зеленої на червоному або червоної на зеленому вовни. Такі юпки називали також козакинами. Ще в сер. 19 ст. такі байові юпки траплялися на Київщині, Полтавщині та у всій центральній Україні.
|                                | Сестру Дидона мала Ганну, Насправді дівку, хоть куди, Проворну, чепурну і гарну; Приходила і ся сюди, В червоній юпочці баєвій, В запасці гарній фаналевій, В стьонжках, намисті і ковтках. |
| — Іван Котляревський, «Енеїда» | |

На російських землях словом «юбка» частіше називали поньову, спідницю, але у Вятській і Тульській губерніях воно означало «рід безрукавної кофти на шлейках», у західних і білоруських районах — «каптан без рукавів, півкаптан».

## Галерея

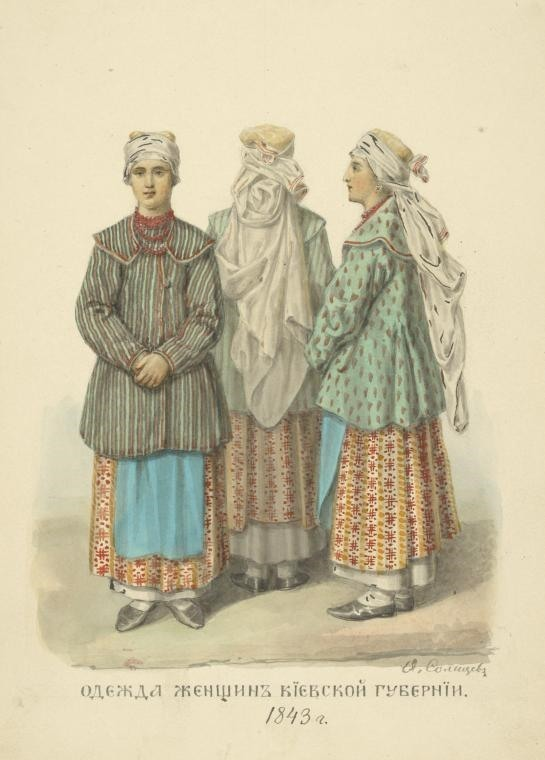
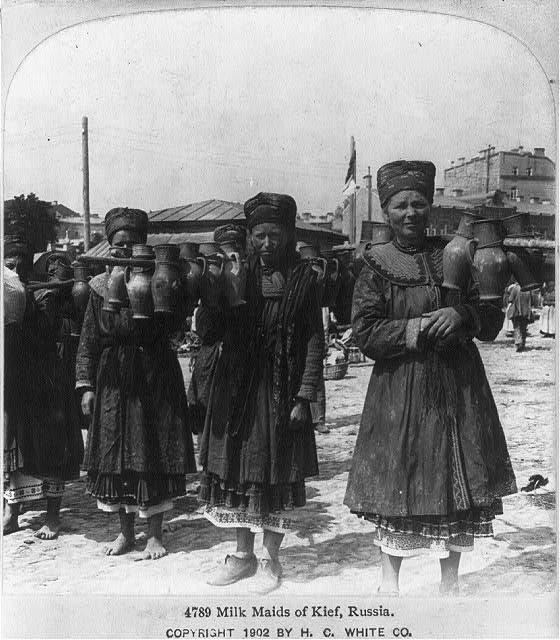
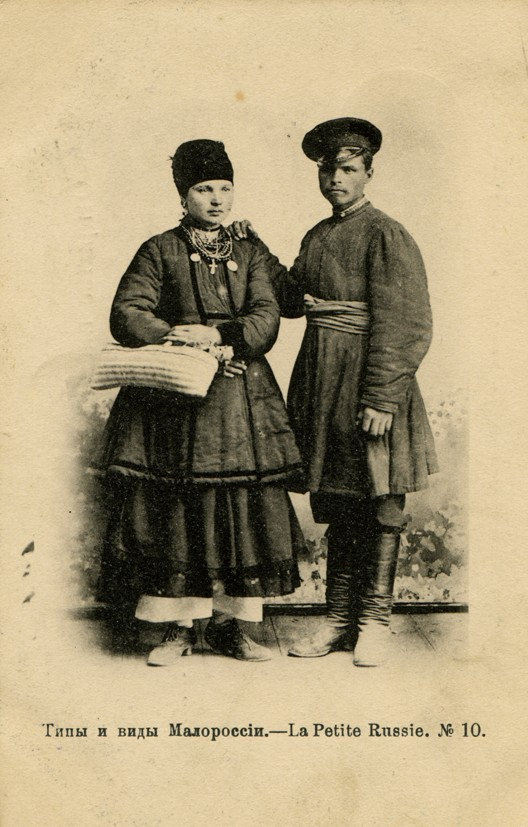
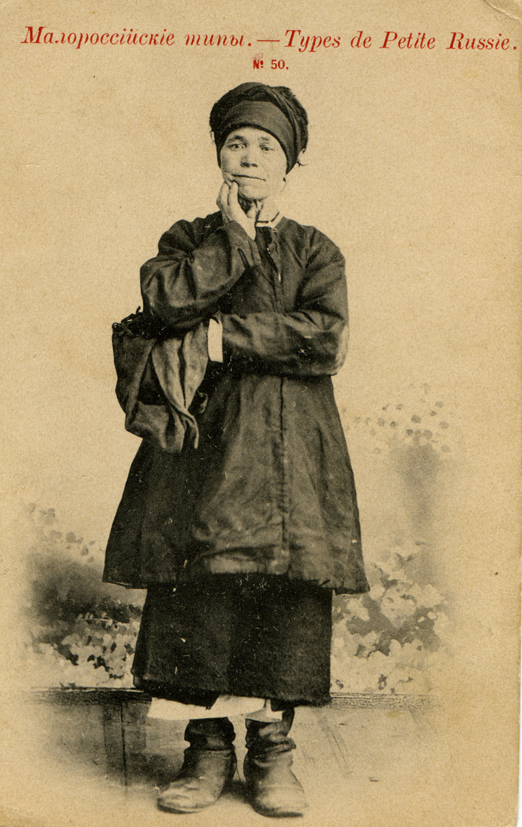